# Антропогенні фактори середовища
Антропоге́нні фа́ктори середо́вища — фактори, зумовлені діяльністю людини.
Можуть бути прямими або непрямими. Прикладами прямого впливу людини на природу можуть служити зведення лісів на значних територіях, неконтрольований збір рослин, надмірне знищення промислових тварин, що призводить до різкого скорочення чисельності багатьох видів, а в ряді випадків до їх повного зникнення. Непрямий вплив антропогенних факторів здійснюється шляхом зміни ландшафтів, клімату, фізичного стану та хімічного складу атмосфери, гідросфери, ґрунтів та ін. Забруднення середовища промисловими і побутовими відходами викликає серйозні зрушення в екологічній рівновазі, призводить до деградації угруповань організмів — біоценозів, що складалися й еволюціонували тисячоліттями. Збільшуючи продуктивність земель, людина на місці натуральних природних комплексів створила для культурних рослин і домашніх тварин практично нове середовище, нові угруповання організмів — агробіоценози. Непомірні розорювання земель та випасання худоби, рубка водоохоронних лісів привели в ряді районів природні біоценози у важкий стан, посилили водну і вітрову ерозію ґрунтів і обміління річок. Нині на Землі важко знайти ділянки, так чи інакше не порушені діяльністю людини. Потужний за масштабами і можливими наслідками вплив людини на природу поставив людство перед необхідністю прийняття науково розроблених заходів щодо збереження і раціонального використання ресурсів біосфери.